# Ernesto salva il Natale
Ernesto salva il Natale (Ernest Saves Christmas) è un film statunitense del 1988 diretto da John R. Cherry III.

## Seguiti
- Ernesto va in prigione (1990)
- Ernesto e una spaventosa eredità (Ernest Scared Stupid) (1991)
- Ernest Rides Again (1993)
- Ernest Goes to School (1994)
- Slam Dunk Ernest (1995)
- Ernest Goes to Africa (1997)
- Ernest in the Army (1998)